# Louis-Amédée de Savoie
Louis-Amédée-Joseph-Marie-Ferdinand-François de Savoie-Aoste, duc des Abruzzes (italien : Luigi Amedeo Giuseppe Maria Ferdinando Francesco di Savoia-Aosta, duca degli Abruzzi), né le 29 janvier 1873 à Madrid et mort le 18 mars 1933 à Mogadiscio (Somalie), est un prince, alpiniste, marin et explorateur polaire italien qui a réalisé la première ascension du mont Saint-Élie en 1897. Il a également servi comme amiral pendant la Première Guerre mondiale. Il est l'auteur d'Expédition de l'Étoile Polaire dans la Mer Arctique 1899-1900.

## Biographie
Fils d'Amédée de Savoie, éphémère roi d'Espagne (1870-1873) et neveu du roi d'Italie Humbert Ier, il entre à l'école navale à onze ans et est lieutenant de vaisseau à dix-neuf ans.
Il découvre la montagne à Ceresole Reale en 1892 et s'initie à l'escalade l'année suivante. Au cours de l'année 1894, il devient sénateur et est admis au sein de l'Alpine Club. Il apprécie également la chasse en montagne.
Louis-Amédée de Savoie effectue deux fois la circumnavigation du globe terrestre (de 1894 à 1897 et de 1902 à 1904). Il participe à une expédition au Pôle Nord (1899-1900), au cours de laquelle le 25 avril 1900, il atteint la latitude arctique maximale (86° 33' 49") et doit être amputé de deux doigts gelés. Le navire de l'expédition, le Stella Polare, ancien Jason, est commandé par Carl Julius Evensen. Le cap Flora est atteint en juillet 1899 ;  le 7 juillet, l'île Jackson puis, le 9, le cap Fligely sont dépassés. Après avoir constaté l'inexistence des îles Petermann et Roi-Oscar revendiquées par Julius von Payer, l'expédition hiverne en baie Teplitz sur la côte ouest de l'île Rodolphe.
Le 21 février 1900, c'est Umberto Cagni qui est envoyé pour tenter la conquête du pôle mais le froid très vif (−43 °C) et le vent le font renoncer. Cagni repart le 11 mars. Il bat le record de l'homme le plus au nord mais doit abandonner. Après la perte d'un des détachements, le duc des Abruzzes décide le 16 août 1900 le retour. L'expédition rentre en Norvège le 5 septembre.
En 1906, il explore le massif du Rwenzori, en Ouganda, et gravit quatorze sommets. Il participe en 1909 à l'expédition au K2, au Pakistan, mais faute de moyens se tourne vers le Chogolisa, échouant à 150 mètres du sommet mais établissant un nouveau record d'altitude (7 580 m). Cette entreprise marque la fin de la carrière alpine du duc des Abruzzes, qui part ensuite à la découverte de la Somalie de 1918 jusqu'à sa mort.
Il meurt le 18 mars 1933, à l'âge de 60 ans, à Mogadiscio, du paludisme[réf. souhaitée].

## Ascensions
- 1893 - Levanna orientale et centrale, Grand Paradis et dent du Géant et traversée du Cervin[2]
- 1894 - Petit Dru, aiguille du Moine, aiguille du Grépon, aiguille des Grands Charmoz, dent Blanche avec Francesco Gonella et Daniel Maquignaz, Zinalrothorn avec Francesco Gonella et Daniel Maquignaz, pointe Dufour au mont Rose avec Francesco Gonella et Daniel Maquignaz et arête de Zmutt au Cervin avec Albert F. Mummery et Aloys Pollinger[2]
- 1897 - Ascension hivernale du mont Viso avec Francesco Gonella et les guides David Proment et Claudio Perotti et première ascension du mont Saint-Élie, entre l'Alaska et le Canada[2]
- 1898 - Première ascension de l'aiguille Sans-Nom (nommée depuis pointe Petigax) avec Joseph Petigax, Laurent Croux et Alfred Simond et Grandes Jorasses, premières ascensions des pointes Hélène (4 045 m) et Marguerite (4 066 m) avec Joseph Petigax, Laurent Croux et César Ollier[2]
- 1901 - Première ascension de la pointe Yolande (Dames Anglaises) avec Laurent Croux[2]
- 1906 - Première ascension du mont Stanley, en Ouganda, et treize autres sommets du Rwenzori[2]